# Včrtana in pričrtana krožnica trikotnika
Včrtana in očrtana krožnica trikotnika sta dve krožnici, ki ju lahko včrtamo ali očrtamo poljubnemu trikotniku. Včrtana je tista krožnica, ki se dotika vsake izmed treh stranic. Očrtana pa je krožnica, ki poteka skozi vsa tri oglišča.
Krožnice, ki ležijo zunaj trikotnika in se dotikajo vsake izmed treh stranic se imenujejo pričrtane krožnice. Vsak trikotnik ima tri pričrtane krožnice. Vsaka izmed njih se dotika ene izmed stranic in podaljškov ostalih dveh stranic.
Središče trikotniku očrtane krožnice leži na presečišču notranje simetrale enega izmed kotov in zunanjih simetral ostalih dveh. 
Središče trikotniku včrtane krožnice leži na presečišču treh notranjih simetral kota.
Središče očrtanega kota  je presečišče notranje simetrale enega izmed kotov in zunanje simetrale ostalih dveh kotov. Ker pa je notranja simetrala kota, pravokotna na svojo zunanjo simetralo, iz tega sledi, da je središče včrtane krožnice skupaj  s tremi središči očrtanega kroga tvorijo ortocentrični sistem. 

## Odnos po ploščine trikotnika
Polmer včrtanega in pričrtanega trikotnika je povezan s ploščino trikotnika. Naj bo K trikotnik, ki ima stranice a, b in c. Po Heronovi formuli je ploščina trikotnika  enaka 
{\displaystyle {\begin{aligned}K&{}={\frac {1}{4}}{\sqrt {(P)(a-b+c)(b-c+a)(c-a+b)}}\\&{}={\sqrt {s(s-a)(s-b)(s-c)}}\end{aligned}}}
kjer je {\displaystyle s={\tfrac {1}{2}}(a+b+c)}  polovica obsega (polobseg) trikotnika, P = 2s pa njegov obseg. 
Polmer včrtanega kroga  je 
{\displaystyle r={\frac {2K}{P}}={\sqrt {\frac {(s-a)(s-b)(s-c)}{s}}}}.
Polmeri pričrtanih krožnic pri stranicah a, b in c so
{\displaystyle r_{a}={\frac {2K}{c-a+b}}={\sqrt {\frac {s(s-b)(s-c)}{s-a}}}.}
{\displaystyle r_{b}={\frac {2K}{a-b+c}}={\sqrt {\frac {s(s-a)(s-c)}{s-b}}}}
in
{\displaystyle r_{c}={\frac {2K}{b-c+a}}={\sqrt {\frac {s(s-a)(s-b)}{s-c}}}.}
Iz teh obrazcev se vidi, da so polmeri pričrtanih krožnic vedno večji od včrtanih in očrtanih krožnic. S pomočjo Heronove formula dobimo 
{\displaystyle K={\sqrt {rr_{a}r_{b}r_{c}}}.}

## Koordinate včrtane krožnice
V kartezičnem koordinatnem sistemu so koordinate včrtane krožnice uteženo povprečje koordinat treh oglišč. Pri tem se kot uteži uporabljajo dolžine stranic. Naj bodo oglišča v točkah {\displaystyle (x_{a},y_{a})}, {\displaystyle (x_{b},y_{b})}
in {\displaystyle (x_{c},y_{c})} 
Stranice njim nasproti naj imajo dolžine a, b in c. 
V tem primeru je središče včrtane krožnice v 
{\displaystyle {\bigg (}{\frac {ax_{a}+bx_{b}+cx_{c}}{P}},{\frac {ay_{a}+by_{b}+cy_{c}}{P}}{\bigg )}={\frac {a(x_{a},y_{a})+b(x_{b},y_{b})+c(x_{c},y_{c})}{P}}}
kjer je
{\displaystyle \ P=a+b+c.}
- trilinearne koordinate za včrtano krožnico so dane z

{\displaystyle \ 1:1:1.}
- koordinate v težiščnem koordinatnem sistemu je središče včrtane krožnice dano z

{\displaystyle \ a:b:c.}